# 立野純
立野 純（たての じゅん、1970年3月2日 - ）は、奈良県出身のフリーアナウンサー。レースプロ合同会社（代表社員）

## 来歴
京都産業大学経営学部を経て、ラジオたんぱレースアナウンサー養成講座の第三期（大阪）を修了。
現在、四日市競輪場、松阪競輪場、静岡競輪場、前橋競輪場（ミッドナイト）の実況を担当。浜松オートレース場や津競艇場の実況も行うことがあり、マルチで活躍している。